# Netzwerk der Schwarzmeer-Universitäten
Das Netzwerk der Schwarzmeer-Universitäten (englisch Black Sea Universities Network, kurz BSUN) entstand 1998 im Rahmen der Schwarzmeer-Wirtschaftskooperation. Ziel des Zusammenschlusses ist der gegenseitige Erfahrungsaustausch in Forschung und Lehre, gegenseitige Anerkennung von Abschlüssen, Förderung der Mobilität von Lehrkräften und Studenten sowie die Nutzung von internationalen Förderprogrammen zum Studentenaustausch. Der Sitz der Organisation ist im rumänischen Constanța.
Seit 2018 ist Pericles A. Mitkas Präsident des BSUN, es besteht das Ziel verstärkt mit dem Netzwerk der Balkan-Universitäten zusammenzuarbeiten.

## Mitglieder

### Albanien
- Universität Tirana
- Polytechnische Universität Tirana
- Ismail Qemal Vlora Technological University

### Armenien
- American University of Armenia
- Nationale Polytechnische Universität Armeniens
- Staatliche Universität Jerewan
- Jerewaner Staatliche W. Brjussow-Universität für Sprachen und Sozialwissenschaften

### Aserbaidschan
- Staatliche Universität Baku
- Aserbaidschanische Technische Universität
- Slawische Universität Baku
- Aserbaidschanische Staatliche Öl- und Industrie-Universität
- Musikakademie Baku
- Aserbaidschanische Landwirtschaftsakademie
- Aserbaidschanisches Institut für Technologie

### Bulgarien
- Staatliche Universität Burgas
- Freie Universität Warna (VFU)
- Konstantin-Preslawski-Universität Schumen
- Medizinische Universität Warna
- Technische Universität Warna
- Universität für National- und Weltwirtschaft
- Universität Sofia
- Universität Weliko Tarnowo

### Georgien
- Staatliche Universität Gori
- Staatliche Universität Tiflis
- Georgische Technische Universität
- Staatliche Ilia-Tschawtschawadse-Universität
- Tbilisi Public University Metekhi

### Griechenland
- Aristoteles-Universität Thessaloniki
- Universität Athen
- Wirtschaftsuniversität Athen
- Universität Makedonien Thessaloniki
- Universität Ioannina
- Demokrit-Universität Thrakien
- Universität Thessalien
- Universität Patras

### Moldau
- Universität Comrat
- Technische Universität Moldau
- Moldauische Akademie der Wirtschaftswissenschaften

### Rumänien
- Universität Bacău
- Universität Bukarest
- Polytechnische Universität Bukarest
- Wirtschaftsakademie Bukarest
- Technische Universität Cluj-Napoca
- Universitatea de Științe Agricole și Medicină Veterinară Cluj-Napoca
- Universität Ovidius Constanța
- Maritime Universität Constanța
- Universität Craiova
- Technische Universität Iași
- Lucian-Blaga-Universität Sibiu
- Universität Spiru Haret

### Russland
- Staatliche Universität des Kubangebiets
- Staatliche Technologische Universität des Kubangebiets
- Russische Universität der Völkerfreundschaft
- Südrussische Staatliche Technische Universität
- Staatliche Universität der Oblast Moskau
- Staatliche Universität Saratow
- Staatliche Universität Astrachan

### Serbien
- Universität Belgrad

### Türkei
- Trakya Üniversitesi
- Dokuz Eylül Üniversitesi
- Galatasaray Üniversitesi
- Universität Istanbul
- Namık Kemal Üniversitesi
- Fırat Üniversitesi
- Süleyman Demirel Üniversitesi
- Atatürk Üniversitesi
- Bozok Üniversitesi
- Kirklareli Üniversitesi
- Canakkale 18 Mart Üniversitesi

### Ukraine
- Alfred-Nobel-Universität Dnipropetrowsk
- Nationale Universität Tscherkassy Bogdan Khmelnitsky
- Nationale Universität für Eisenbahn- und Schienenverkehr
- Staatliche Akademie für Finanzen Dnipropetrowsk
- Kiewer Nationale Universität für Handel und Wirtschaft
- Nationale Agraruniversität Winnyzja
- Nationale Universität für Bergbau Dnipropetrowsk
- Nationale Technische Universität „Polytechnisches Institut Charkiw“
- Nationale Technische Universität „Kiewer Polytechnisches Institut Ihor Sikorskyj“
- Technische Universität Saporischschja[2]
- Nationale Landwirtschaftliche Universität
- Nationale Akademie der Nahrungstechnologien Odessa
- Staatliche ökologische Universität Odessa
- Nationale Technische Juri Kondratjuk-Universität Poltawa
- Staatliche Universität Sumy